# Peter Hartung
Peter Hartung (Olsen) (født 18. maj 1962) er en dansk journalist, forfatter, fotograf og galleriejer. Uddannet journalist på Danmarks Journalisthøjskole (1982-1986). Fik derefter job på Fyns Amts Avis (1986-1989). Peter Hartung var i perioden 1989-2001 ansat på Venstrepressens Bureau, som undervejs skiftede navn til Den Liberale Presse (i dag Dagbladenes Bureau). I 2001 startede han som freelance journalist med eget firma, Hartung Press. I årene 2002-2009 var han redaktør af Berlingske Tidendes ugentlige sektion om erhvervsejendomme, Business Ejendomme, som han i perioden også leverede det journalistiske indhold til.
Peter Hartung er aktiv i det danske tegneseriemiljø. Han har bidraget til fanzines og tidsskrifter om tegneserier, heriblandt Seriejournalen, BilledStorm og Strip! I 1994   interviewede han den berømte Disney-tegner Carl Barks, også kendt som den gode tegner – og skrev efterfølgende  Manden og anden – en bog om Carl Barks,  den første Barks-biografi på dansk.
I 2006 lancerede Peter Hartung online-galleriet og webshoppen www.comicart.dk og dermed Galleri Comicart.dk. Galleriet åbnede i fysisk form på Industrivænget i Hillerød i foråret 2009, og i 2012 flyttede galleriet adresse til Udsholt Byvej 22 i landsbyen Udsholt, 3230 Græsted, og i november 2014 åbnede galleriet i Trepkasgade 5, 2100 København Ø. Galleriet er Nordeuropas første internationale tegneserie-kunstgalleri, som præsenterer værker af danske og internationale kunstnere.